# Tvøroyri

Tvøroyri im Winter

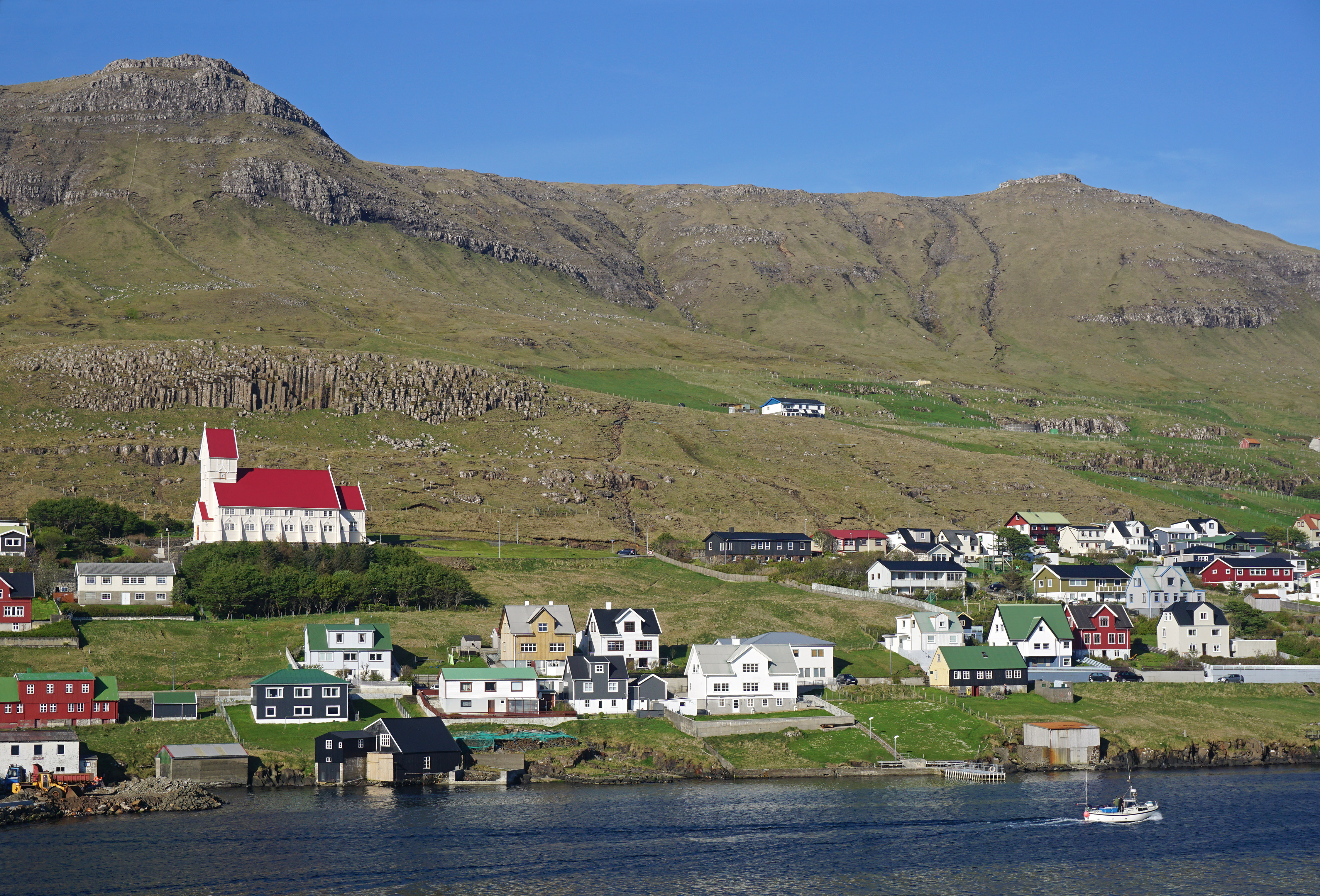
Gesamtansicht der Stadt.

Tvøroyri [ˈtvøːɹɔiɹɪ] (dänischer Name: Tverå) ist ein Ort und eine Gemeinde auf den Färöern. Es ist die größte und wichtigste Gemeinde auf der südlichsten Insel Suðuroy.

## Der Ort Tvøroyri

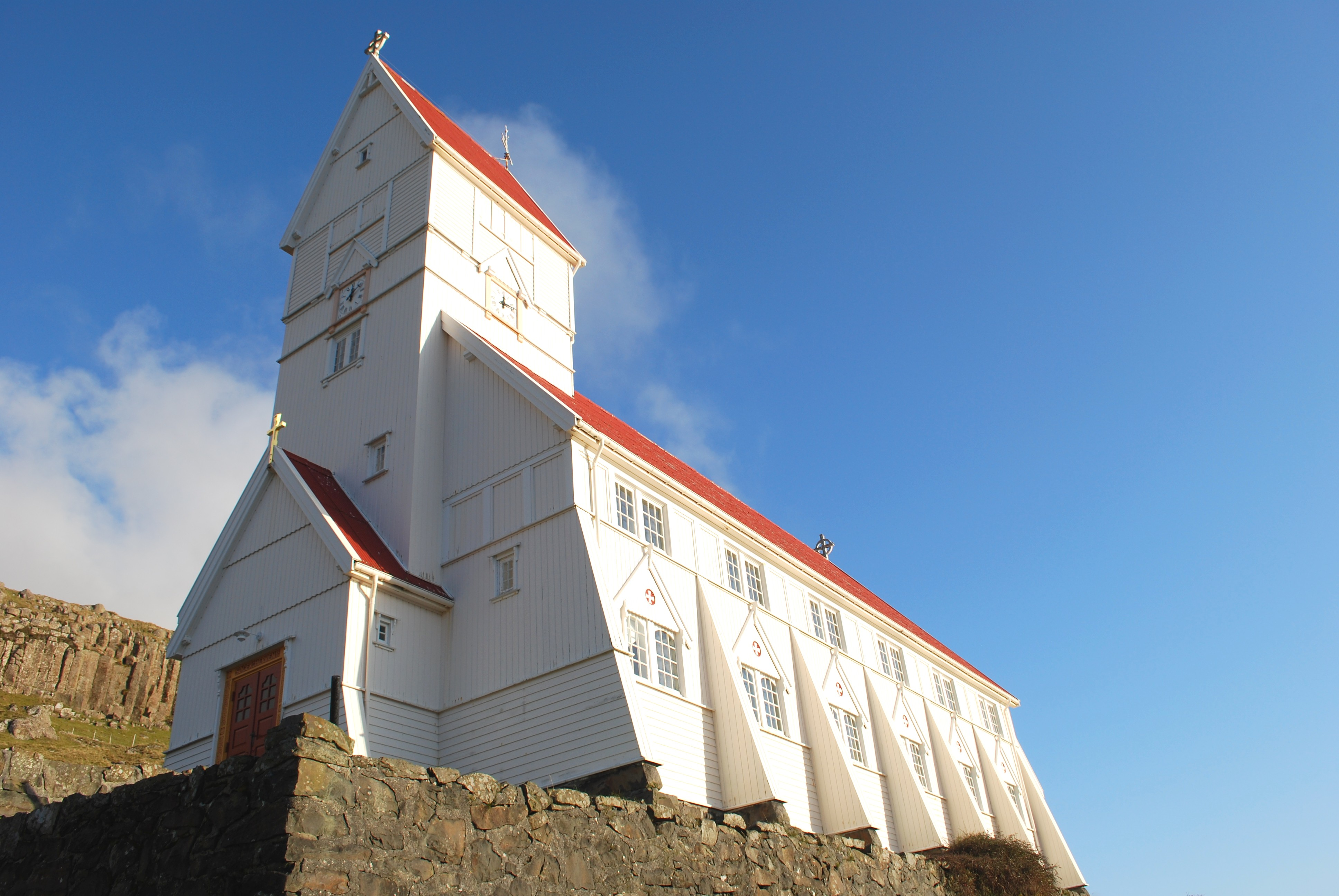
Die charakteristische Kirche von Tvøroyri

Tvøroyri ist der jüngste Ort auf Suðuroy. Er entstand erst 1836, nachdem der dänische Monopolhandel hier einen Laden errichtete. Sehenswürdigkeiten sind die charakteristische Kirche und die hinter ihr emporragenden Säulenbasalte. Diese Formationen sind in dieser Art ungewöhnlich für die Färöer.
Tvøroyri selbst zählte 850 Einwohner im Jahr 2014 und gehört zu den Orten auf den Färöern, die keine Straßennamen haben. Er bildet heute mit den benachbarten Orten ein lokales Ballungszentrum entlang des schützenden Fjords Trongisvágsfjørður.

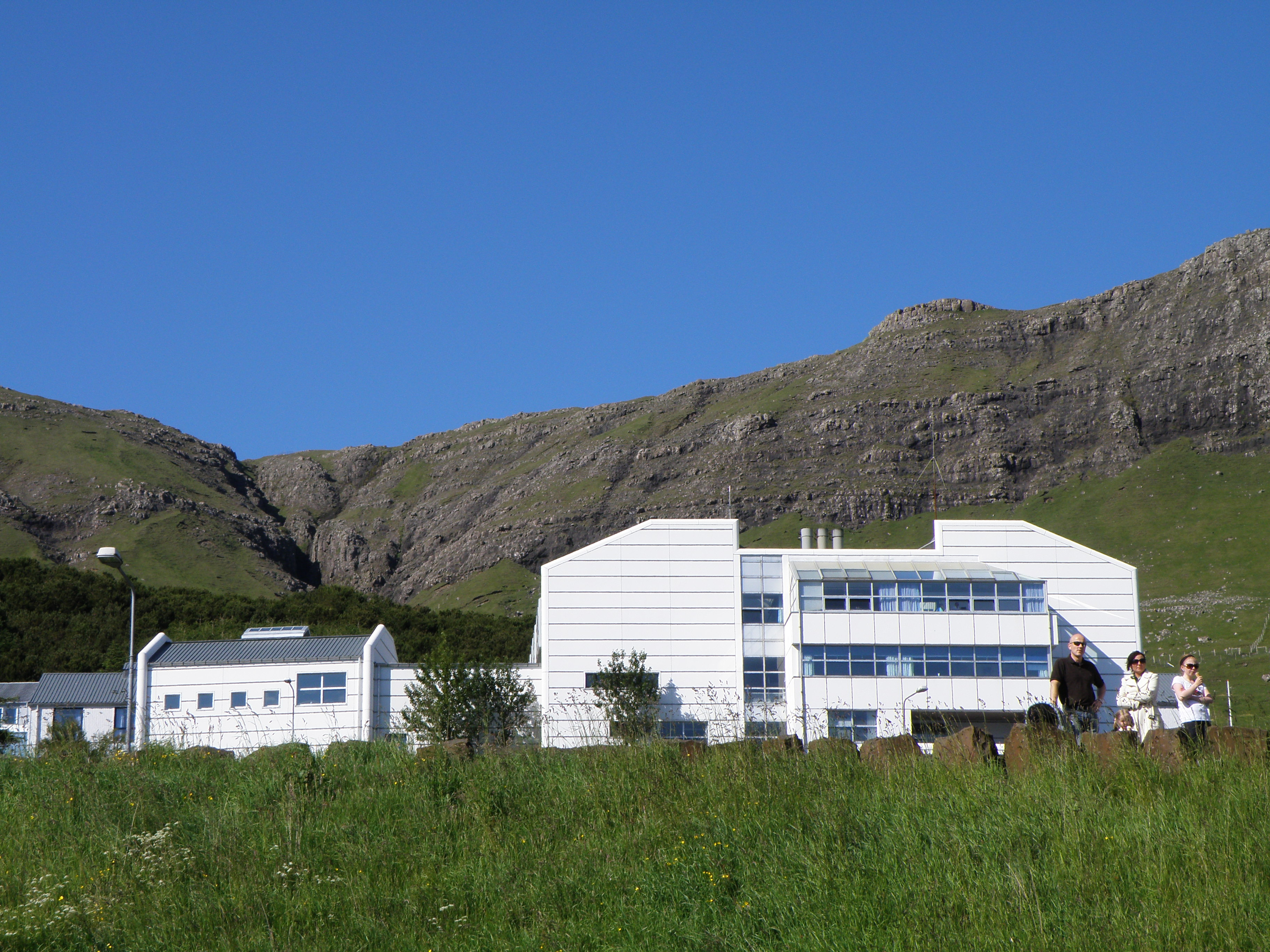
Suðuroyar Sjúkrahús

## Die Gemeinde Tvøroyri

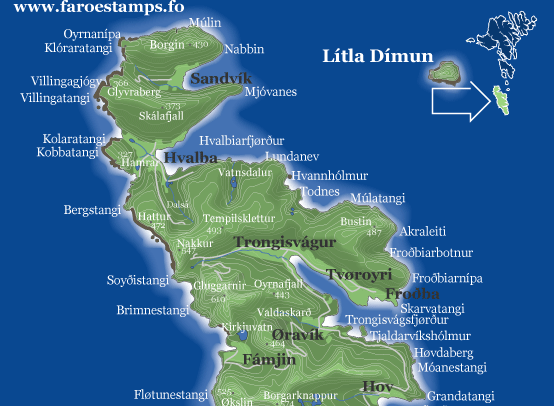
Die Orte der Gemeinde Tvøroyri liegen alle am Trongisvágsfjørður.

Die Gemeinde Tvøroyri (Tvøroyrar kommuna) setzt sich aus den benachbarten Orten Froðba, Tvøroyri, Trongisvágur, Øðravíkarlíð und Ørðavík zusammen, die sich gemeinsam um den Trongisvágsfjørður scharen. Die färöische Kommune ist mit über 1750 Einwohnern die größte auf Suðuroy und viertgrößte der gesamten Inselgruppe. Die Postleitzahl der Gemeinde ist FO-800. Örtlicher Fußballverein ist der bereits 1892 gegründete TB Tvøroyri. Die Gemeinde hat einen Fischerei- und Handelshafen und eine gute Infrastruktur als Hauptort der Insel. Unter anderem befinden sich hier ein Hotel, Lokalmuseum, eine der vier Apotheken der Färöer und das Krankenhaus von Suðuroy.
Alle zwei Jahre (mit ungeraden Jahreszahlen, an geraden Jahreszahlen ansonsten in Vágur) findet hier um den 24. Juni herum das Volksfest Jóansøka statt. Es ist ein Sport-, Kultur- und Musikfestival und Höhepunkt des Jahres auf Suðuroy.
Die Bevölkerungsentwicklung der Gemeinde Tvøroyri mit den Einwohnerzahlen jeweils zum 31. Dezember:
- 1989: 2122
- 1995: 1831
- 2001: 1837
- 2002: 1867
- 2009: 1770
- 2012: 1694
- 2013: 1752

## Hafen und Verkehr
Der Hafen von Tvøroyri liegt geschützt im Trongisvágsfjørður und hat eine Tiefe von 7 Metern. Er ist neben dem von Vágur der wichtigste Hafen von Suðuroy. 13 Schiffe mit einer Gesamttonnage von 4243 Bruttoregistertonnen haben hier ihren Heimathafen. Zwölf davon sind Fischereifahrzeuge (Stand 2002). Gemessen an der Flotte ist der Hafen von Tvøroyri der fünftwichtigste des Nordatlantik-Archipels.
Hier legt als wichtige regionale Verkehrsanbindung täglich die Autofähre Smyril an, die Tvøroyri mit der Hauptstadt Tórshavn verbindet. Die Fähre dient nicht nur dem Personenverkehr, sondern durch sie wird auch der Handel mit der Außenwelt abgewickelt. Die in die Jahre gekommene Fähre wurde 2005 durch eine hochmoderne Nachfolgerin gleichen Namens abgelöst. Gleichzeitig wurde die bisherige Fähranlegestelle in Drelnes aufgegeben und die neuerrichtete Anlegestelle in Krambatangi (Ørðavíkarlíð) in Betrieb genommen.

## Sehenswürdigkeiten
Wichtigste Sehenswürdigkeit ist die weithin sichtbare Kirche, die 1907 aus in Norwegen vorgefertigten Teilen zusammengesetzt wurde. Gegenüber von ihr wurde ab 1968 der Viðarlundin við Tvøroyrar kirkju, ein kleiner Park und damit eine Rarität auf den Färöer, mit einer Größe von 0,38 ha angelegt. Ein weiterer Park, der Viðarlundin við Suðuroyar Sjúkrahús, entstand ab 1970 am Krankenhaus, er wurde unter anderem für die Patienten angelegt und ist 1,08 ha groß.
Sehenswert ist auch das Museum, in dem bis 1926 eine Arztpraxis untergebracht war. Am Hafen stehen einige gut erhaltene bzw. restaurierte alte Lagerhäuser sowie ein altes Geschäftshaus ("Krambúð") von 1856, in dem heute ein kleines Café untergebracht ist.
Ein beliebtes Ausflugsziel ist der Wald Viðarlundin í Trongisvági, einer der größten Wälder der Färöer, mit Spazierwegen und Grillplätzen am Bach Rangá.

## Persönlichkeiten
Der ehemalige Ministerpräsident der Färöer, Jóannes Eidesgaard, stammt aus Tvøroyri und war hier lange Lehrer. Nun wohnt er in der Hauptstadt Tórshavn. Einer seiner Vorgänger stammt – wie viele Sozialdemokraten – auch von hier: Atli Pætursson Dam (1932–2005). Ein anderer Ministerpräsident war Kristian Djurhuus (1895–1984), der hier zwar nicht geboren ist, aber die meiste Zeit seines Lebens wohnte.
Der Kapitän der färöischen Fußballnationalmannschaft, Óli Johannesen, ist hingegen, trotz der umständlichen Verkehrsanbindung, hier geblieben und spielt im Verein TB Tvøroyri.
Den Grafiker und bekannten Briefmarkengestalter Anker Eli Petersen hat es nach Dänemark verschlagen.
Der junge Popstar Brandur Enni ist hier geboren.